# Walter Piazza
Walter Fernando Piazza (* 6. November 1925 in Nova Trento, Santa Catarina; † 9. Februar 2016 in Florianópolis) war ein brasilianischer Historiker und Hochschullehrer.

## Leben
Piazza war der Sohn von Romeu Boiteux Piazza und Aracy Batista Pereira Piazza. Er lehrte als Geschichtsprofessor an der Universidade Federal de Santa Catarina (UFSC) und war Mitglied der historischen und geographischen Institute von Santa Catarina, Espírito Santo, Bahia und São Paulo sowie der Academia Catarinense de Letras. Er war zudem Mitglied der Associação dos Professores Universitários de História de São Paulo, der Comissão Nacional de História (Nationale Kommission für Geschichte) und des Instituto Histórico da Ilha Terceira auf den Azoren (Portugal).
Er war einer der herausragendsten Forscher der Geschichte von Santa Catarina.
Piazza starb am 9. Februar 2016 in Florianópolis und wurde am 10. Februar auf dem Friedhof Jardim de Paz in Florianópolis begraben.

## Schriften (Auswahl)
- Folclore de Brusque. Estudo de uma comunidade. Sociedade Amigos de Brusque, Brusque 1960.
- As grutas de São Joaquim e Urubicí. Editora da UFSC, Florianópolis 1966.
- Estudos de Sambaquis. Nota prévia. Florianópolis 1966.
- São Miguel e seu patrimônio histórico. Biguaçú 1970.
- O escravo numa economia minifundiária. UDESC, Florianópolis 1975. (Online).
- A Igreja em Santa Catarina. Notas para sua História. Edição do Governo do Estado de Santa Catarina, Florianópolis 1977.
- Dicionário Político Catarinense. Assembleia Legislativa do Estado de Santa Catarina, Florianópolis 1985.
- O poder legislativo catarinense. Das suas raízes aos nossos dias (1834–1984). Assembleia Legislativa do Estado de Santa Catarina, Florianópolis 1984.
- O Brigadeiro José da Silva Paes, estruturador do Brasil Meridional. Editora da UFSC, Florianópolis 1988.
- A Colonização de Santa Catarina. 3. Auflage. Lunardelli, Florianópolis 1994.